# Veronika Kronlachner
Veronika Kronlachner OSB (* 1967 in Wels, Österreich) ist eine österreichische römisch-katholische Ordensschwester. Seit 2017 ist sie Äbtissin der Benediktinerinnenabtei Nonnberg.

## Leben
Kronlachner wuchs als viertes von neun Kindern in Wels und Gunskirchen auf und besuchte eine Fachschule für Damenkleiderherstellung in Wels. Nach einer begonnenen Ausbildung zur Krankenpflegerin, trat sie 1992 in das Noviziat der Abtei Nonnberg ein, wo sie am 12. Jänner 1997 die ewige Profess ablegte und die Jungfrauenweihe empfing. Kronlachner wirkt seit 1997 in der Klosterverwaltung, seit 2002 in der Hauptverantwortung. 1999 wurde sie zur Priorin ernannt.
Am 20. Juli 2017 wählte der Konvent der Abtei Nonnberg unter Vorsitz von Erzbischof Franz Lackner Kronlachner zu ihrer Äbtissin. Sie folgte Perpetua Hilgenberg nach, die seit 1999 das Kloster leitete und mit Erreichen des 75. Lebensjahres resignierte. Die Äbtissinnenweihe erfolgte am 13. August 2017 in der Abteikirche von Nonnberg.